# Laminacauda plagiata
Laminacauda plagiata är en spindelart som först beskrevs av Albert Tullgren 1901.  Laminacauda plagiata ingår i släktet Laminacauda och familjen täckvävarspindlar. Inga underarter finns listade i Catalogue of Life.